# 戈蘭·雅戈尼克

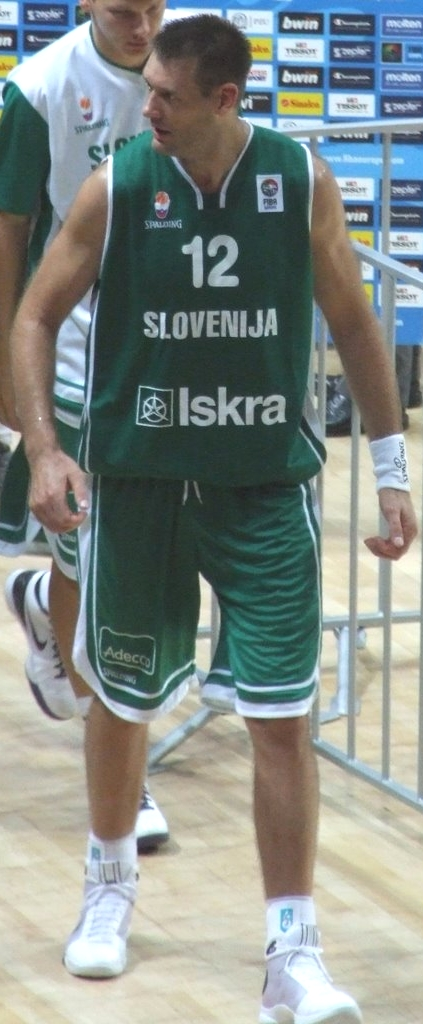
戈蘭·雅戈尼克

戈蘭·雅戈尼克（1974年5月23日—），斯洛維尼亞籃球運動員，現在效力於斯洛文尼亞球隊奧林匹亞聯盟籃球俱樂部。他也是斯洛維尼亞國家籃球隊的一員。